# Josef Robotka
Josef Robotka (25. února 1906 Tasov – 12. listopadu 1952 Praha) byl podplukovník generálního štábu Československé armády a v době druhé světové války účastník protinacistického odboje kdy byl spoluzakladatelem Rady tří. Po únorovém převratu byl popraven komunistickým režimem. Po listopadu 1989 byl rehabilitován a in memoriam mu byla udělena hodnost generálmajora.

## Život

### Do roku 1938

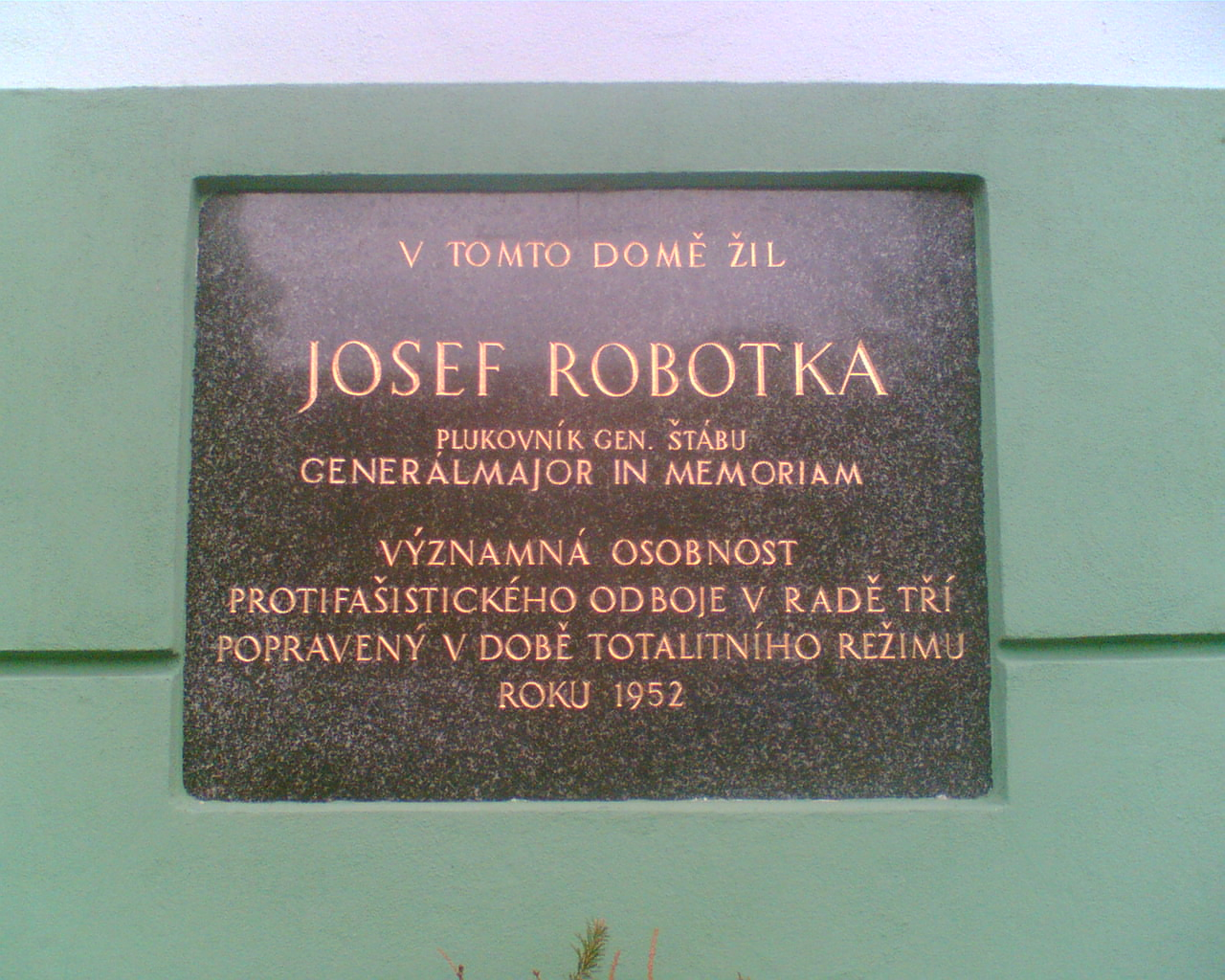
Pamětní deska na fasádě domu ve Velké Bíteši, Masarykově nám., kde žil Josef Robotka.

Narodil se domkáři Františku Robotkovi a jeho manželce Marii, roz. Kačírkové. Po ukončení reálné školy a složené maturitní zkoušce absolvoval Vojenskou akademii v Hranicích, kde získal hodnost poručíka pěchoty. Po absolvování Vysoké školy válečné v Praze působil od jara 1938 ve funkci přednosty výcvikové skupiny na štábu VI. sboru v Košicích. Po maďarském záboru v listopadu 1938 byl evakuován do Spišské Nové Vsi, kde sloužil až do německé okupace. Již 1. dubna 1937 byl povýšen do hodnosti kapitána a k 15. březnu 1939 přeložen do skupiny důstojníků generálního štábu.

### 1938–1945
Na podzim roku 1939 se Robotka zapojil do ilegální činnosti Obrany národa v Brně.Jako vládní úředník musel složit slib věrnosti vůdci Adolfu Hitlerovi, který slíbil splnit stejně jako slib věrnosti sudetských Němců Československé republice. V roce 1942 navázal spojení se štábním kapitánem Karlem Veselým-Štainerem, generálem Vojtěchem Lužou a profesorem Josefem Grňou a působil ve vojenské odbojové organizaci Rada tří. Stal se členem štábu a později vojenským zmocněncem celé organizace. Tehdy již opustil místo úředníka Městské spořitelny v Brně. Fiktivně pracuje jako lesní dělník v Košíkách. Ve skutečnosti ale organizuje partyzánskou činnost, pomáhá skupinám vysazeným nad protektorátem a shromažďuje důležité informace. Po zavraždění generála Luži protektorátním četnictvem převzal funkci zmocněnce Rady tří pro oblast Moravy. Od 17. září 1944 až do konce 2.světové války již trvale žije v ilegalitě. Za svou činnost v odboji získal řadu vyznamenání, mimo jiné Čs. válečný kříž 1939.

### Po roce 1945
Po válce sloužil Robotka na velitelství 3. oblasti v Brně. V letech 1947 až 1948 studoval v SSSR na Vyšší vojenské akademii generálního štábu v Moskvě. Byl z ní však předčasně odvolán a převelen na funkci přednosty velitelství v Táboře.
Po únoru 1948 byl převelen na místo velitele I. praporu 24. pěšího pluku ve Znojmě. Již v létě je mu však udělena zdravotní dovolená a koncem roku je definitivně zproštěn činné vojenské služby. Dne 25. července 1949 byl zatčen a obviněn z velezrady a vyzvědačství. Bylo mu kladeno za vinu, že se netajil nepřátelstvím vůči novému režimu a že shromažďoval důležité informace, které pak prostřednictvím svého přítele podplukovníka Karla Šedy předával americké tajné službě CIC. Věrohodnost obvinění nelze posoudit, protože jediné důkazy spočívaly v materiálech vyrobených StB a doznání obviněných, o nichž bylo již v roce 1967 zjištěno, že byly vynuceny mučením.
Dne 12. listopadu 1952 v 5:40 byl Josef Robotka v Praze na Pankráci popraven. Rozloučení s tímto významným vojákem se konalo bez obřadu pouze za přítomnosti manželky o 2 týdny později.
V roce 1991 byl rehabilitován a povýšen do hodnosti generálmajor in memoriam.
28. října 1997 obdržel Řád Bílého lva III. třídy z rukou prezidenta ČR.
Generálmajor in memriam Josef Robotka si vedl osobní deníky do kterých si zapisoval své každodenní zážitky ze třicátých a čtyřicátých let. Úryvky z nich publikoval server Obcasnik.eu .

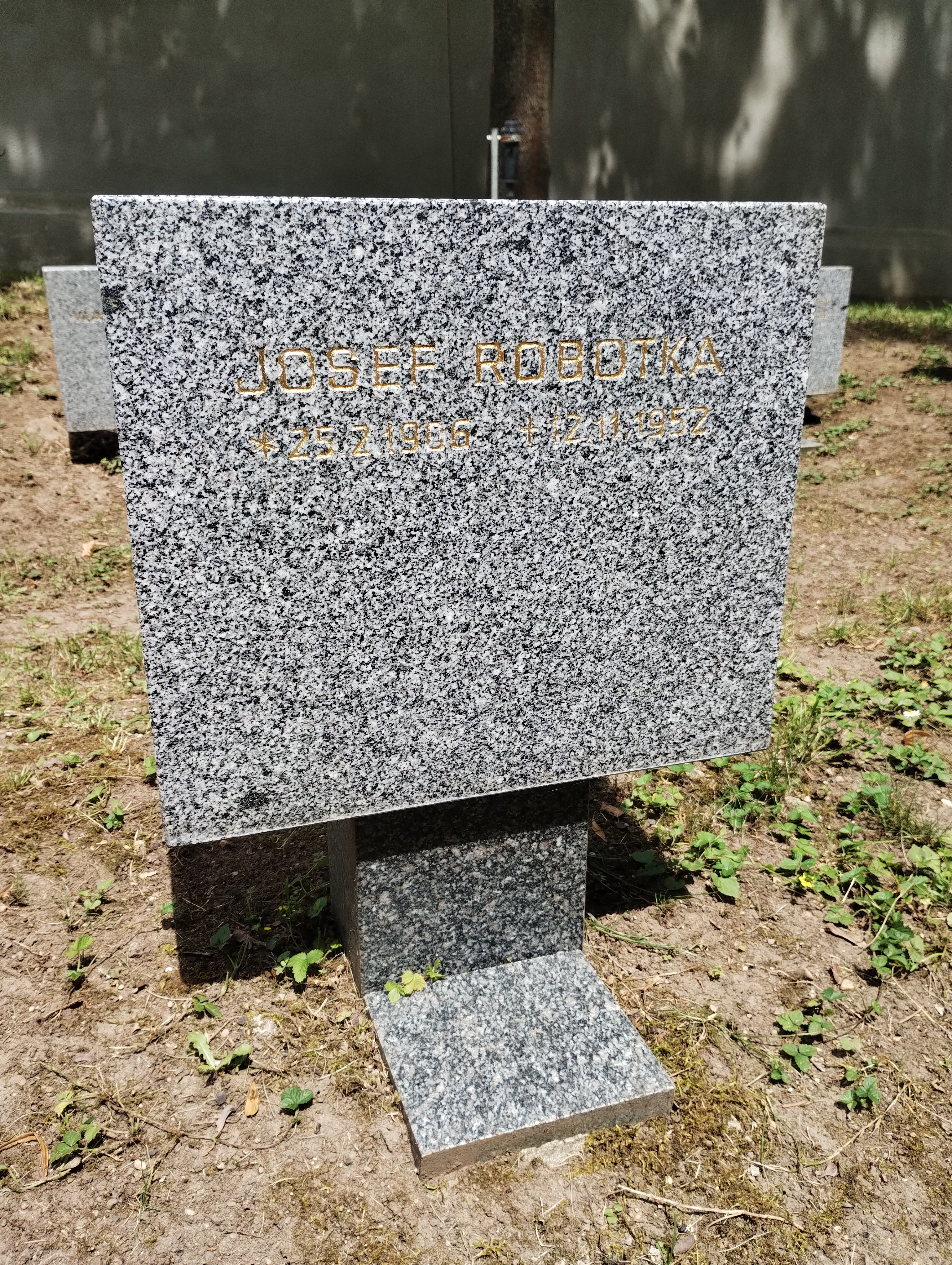
Symbolický náhrobek Josefa Robotky na Čestném pohřebišti v Ďáblicích

Na Čestném pohřebišti v Ďáblickém hřbitově se nachází symbolický Robotkův hrob. Tamní symbolické náhrobky odkazují na zemřelé politické vězně bez ohledu na jejich přesné místo pohřbení.

## Vyznamenání
- Československý válečný kříž 1939
- Československá medaile Za chrabrost před nepřítelem
- Československá medaile za zásluhy, I. stupeň
- Za vítězství nad Německem ve Velké vlastenecké válce v létech 1941 – 1945 (SSSR)
- Odznak čs. partyzána
- Řád Bílého lva, III. třídy, udělen 1997 in memoriam

## Připomínky
- Pamětní deska Josefu Robotkovi ve Velké Bíteši[5]